# IC 5360
IC 5360 је ознака објекта на координатама са ректансцензијом 23h 47m 54,1s и деклинацијом - 37° 3" 33'. Открио га је Луис Свифт, 25. септембра 1897. Каснијим посматрањима на том положају није уочен никакав астрономски објекат.